# كامور
كامور هي بلدية ريفية في جنوب موريتانيا، تقع في مقاطعة كرو في ولاية العصابة.

## جغرافية
تقع بلدية كامور في الشمال الغربي في ولاية العصابة وتمتد على مسافة 999 كم². يحدها من الشمال مدينتي الغايرة والسدود ومن الشرق بلدية نواملين ومن الجنوب بلديتي كرو وودي الجريد، ومن الغرب بلدية جوير.

## تاريخ
تأسست البلدية بموجب مرسوم صادر في 20 أكتوبر 1987 الخاص بتأسيس بلديات موريتانيا.

## السكان
التعداد العام للسكان والمساكن لعام 2000، كان عدد سكان كامور حوالي 5 908 نسمة. وخلال عام 2013، كان عدد سكان البلدية حوالي 8 263 نسمة، بمعدل نمو سنوي قدره 2,7 % على مدى 13 عامًا.